# Andrey Fïnonçenko
Andreý Fïnonçenko (Karaganda, 21 giugno 1982) è un allenatore di calcio ed ex calciatore kazako, di ruolo attaccante, tecnico ad interim dello Shahter Qaraǵandy.
È stato uno dei migliori marcatori nella storia del campionato kazako, oltre ad essere stato un calciatore simbolo dello Shahter Qaraǵandy.

## Palmarès

### Club
- Campionato kazako: 2

Şaxter Qaraǧandy: 2011, 2012
- Supercoppa del Kazakistan: 1

Şaxter Qaraǧandy: 2013

### Individuale
- Capocannoniere del campionato kazako: 1

2003 (18 gol)
- Calciatore kazako dell'anno: 1

2013